# Under the Yoke
Under the Yoke è un film muto del 1918 diretto da J. Gordon Edwards e interpretato da Theda Bara. Titolo di lavorazione: Spanish Love.
Uscito negli Stati Uniti 9 giugno 1918, il film venne riedito dalla Fox nel gennaio del 1919. Un'altra versione della storia fu girata nel 1922 dalla Universal, diretta da Tod Browning.
La 20th Century Fox rifece il film nel 1936, con la regia di Frank Lloyd e con Ronald Colman.
Ambientato nelle Filippine, il film è stato girato in California, sulle San Jacinto Mountains. Viene considerato perduto.

## Trama
Nelle Filippine, la giovane Maria Valverde torna a casa dal convento dove ha completato gli studi, accolta dal padre, don Ramon. La ragazza ha conosciuto a Manila il bel Paul Winter, un capitano dell'esercito USA e, quando un piantatore locale, Diablo Ramirez, si mette a farle la corte chiedendole di sposarlo, lei rifiuta le sue profferte.
L'uomo, scacciato dai Valverde, giura di vendicarsi. Si mette alla testa di una banda di ribelli e attacca la tenuta. Don Ramon rimane ucciso, mentre Maria viene tenuta prigioniera nella propria casa.
Paul tenta di portare aiuto alla giovane, ma viene catturato pure lui. Intervengono i militari USA e riconquistano la zona; Paul entra nella casa e uccide Diablo. Maria è salva e può tornare insieme al suo capitano.

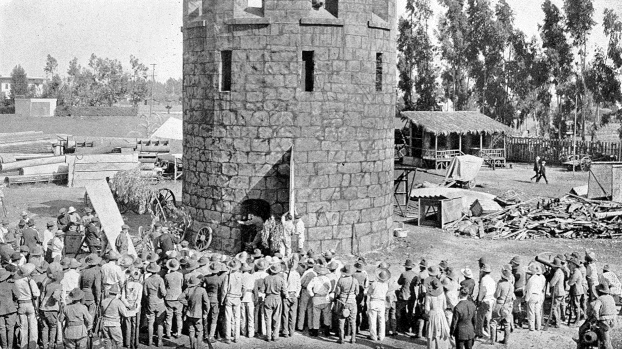
Il set del film

## Produzione
Il film fu prodotto dalla Fox Film Corporation e venne girato a San Jacinto Mountains, in California.

## Distribuzione
Distribuito dalla Fox Film Corporation, il film uscì nelle sale cinematografiche USA il 9 giugno 1918.